# Maria Whittaker
Maria Whittaker (Hounslow, 7 ottobre 1969) è un'ex modella britannica, principalmente conosciuta come "ragazza della terza pagina" del quotidiano britannico The Sun.

## Carriera
Maria Whittaker debutta come ragazza della terza pagina all'età di sedici anni nel 1985, diventando una delle più celebri degli anni ottanta insieme a Samantha Fox e Linda Lusardi. In precedenza aveva fatto piccoli ruoli all'interno del The Benny Hill Show (1983).
Nel 1986, sempre al fianco di Benny Hill, partecipa al video musicale Anything She Does del gruppo britannico Genesis.
Grazie alla popolarità acquisita nel 1987 compare sulla copertina del videogioco Barbarian: The Ultimate Warrior, insieme a Michael Van Wijk della trasmissione American Gladiators e sulla copertina del sequel Barbarian II: The Dungeon of Drax, dell'anno successivo.
Nello stesso anno viene pubblicato il videogioco Maria's Xmas Box per Commodore 64, Amiga e Atari ST, interamente incentrato su di lei. Segue nel 1991 Cover Girl Strip Poker, in cui la Whittaker è protagonista insieme ad altre pin-up.
Nel 1989 viene nominata "ragazza della terza pagina dell'anno" ed è all'ottantesima posizione di Glamour Girls: An Illustrated Encyclopedia. Seguendo le orme di Samantha Fox, anche Maria Whittaker tentò la carriera di cantante e pubblicò il singolo Stop Right Now, che però non ebbe buoni riscontri di vendite e pose fine alla sua carriera musicale.
È sposata con l'ex rapper Michael West, con cui ha avuto due figli.